# Made in Europe
Made in Europe uživo je album britanskog hard rock sastava Deep Purple, kojeg 1976. godine objavljuje diskografska kuća 'EMI'.
Nakon objavljivanja albuma, sastav se privremeno razilazi, a trajno iz njega odlazi gitarista Ritchie Blackmore. Materijal se sastoji od snimki koje su izvedene 4. travnja u Grazu, Austrija, 5. travnja u Saarbrückenu, Njemačka i 7. travnja 1975. godine u Parizu, a snimljene su u 'Rolling Stones Mobile' studiju. Prema napomeni u prilogu albuma Mk III: The Final Concerts', najveći dio snimki na Made in Europe dolazi s koncerta iz Saarbrückena. Osim toga, rečeno je da su izvedbe doživjele opsežna studijska uređivanja u kojemu su sa snimki uklonjeni brojni šumovi i buka od pljeska publike. Ipak, u snimak je umetnuta beskonačna traka za pljesak i zvižduk obožavatelja. Projekciju na materijalu su radili Mick Mckenna, Tapani i Martin Birch, a miks Ian Paice i Martin Birch.
Ovaj je materijal 31. srpnja 2007. godine, nakon više od dvadeset godina, izdavač 'Friday Music' ponovno je izdao (zajedno sa  Stormbringer i Come Taste the Band).

## Popis pjesama
Sve pjesme napisali su David Coverdale i Ritchie Blackmore, osim gdje je drukčije naznačeno.
1. "Burn" (Coverdale, Blackmore, Jon Lord, Ian Paice)  – 7:32
2. "Mistreated" (interpretacija skladbe "Rock Me Baby") – 11:32
3. "Lady Double Dealer" – 4:15
4. "You Fool No One" (Coverdale, Blackmore, Lord, Paice)  – 16:42
5. "Stormbringer" – 5:38

Pjesme dolaze s Deep Purpleovih Burn i Stormbringer albuma.

## Izvođači
- Ritchie Blackmore - Gitara
- David Coverdale - Prvi vokal
- Glenn Hughes - Bas gitara, vokal
- Jon Lord - Orgulje, klavijature
- Ian Paice - Bubnjevi

### Dodatno osoblje
- Producent - Deep Purple i Martin Birch
- Projekcija - Mick Mckenna, Tapani i Martin Birch
- Miks - Ian Paice i Martin Birch.

## Vanjske poveznice
- Discogs.com - Deep Purple - Made in Europe (engl.)